# Пашман (острво)
Пашман је острво у хрватском дијелу Јадрана недалеко од Задра. Захвата повшину од 63 km² и дужина обале износи 65 km. Повезан је мостом са отоком Угљан. Од копна га дјели Пашмански канал. Највиши врх на острву је Бокољ са 274 метра. Припада задарској острвској групи.
Обала је веома разуђена, а на самом острву се налазе лијепе пешчане плаже и густа борова шума. Становништво живи од туризма и риболова. На Пашману се налази укупно десет насеља, од којих је најважнији Пашман. Према посљедњем попису овде је живело 3100 становника. На острву се налазе и два самостана - фрањевачки и бенедиктански.